# خوسيه سكاريستان
خوسيه سكاريستان (بالإسبانية: José Sacristán)‏ هو مخرج وممثل إسباني، ولد في 27 سبتمبر 1937 في إسبانيا.

## أعمال

### أفلام
- (2009) ماي لايف إن روينز[4][5]

## وصلات خارجية
- خوسيه سكاريستان على موقع IMDb (الإنجليزية)
- خوسيه سكاريستان على موقع قاعدة بيانات الأفلام العربية
- خوسيه سكاريستان على موقع ألو سيني (الفرنسية)
- خوسيه سكاريستان على موقع ميوزك برينز (الإنجليزية)
- خوسيه سكاريستان على موقع أول موفي (الإنجليزية)
- خوسيه سكاريستان على موقع قاعدة بيانات الأفلام السويدية (السويدية)
- خوسيه سكاريستان على موقع كينوبويسك (الروسية)